# Ernst Kamieth
Ernst Kamieth (* 26. September 1896; † 7. November 1951 in Berlin) war ein deutscher Eisenbahner. Bekanntheit erlangte er durch seinen Tod, der zu Konflikten zwischen staatlichen Stellen aus Ost- und West-Berlin führte.

## Leben
Ernst Kamieth war verheiratet und hatte keine Kinder. Zum Zeitpunkt seines Todes war er Oberwagenwerkmeister der Deutschen Reichsbahn. Kamieth war Dienststellenleiter des Bahnbetriebswagenwerks Potsdamer Güterbahnhof in West-Berlin.

## Tod
Am 7. November 1951 durchsuchten West-Berliner Polizisten unter der Führung des Polizeiinspektors Hermann Zunker die Aufenthaltsräume des Bahnbetriebswagenwerks des Potsdamer Güterbahnhofs in Berlin nach kommunistischem Material. Ernst Kamieth kam dazu und wurde nach einer kurzen Diskussion von Hermann Zunker ins Gesicht geschlagen. Er konnte seinen Dienst jedoch fortsetzen. Vier Stunden später brach er auf den Betriebsfeierlichkeiten zum Jahrestag der Oktoberrevolution zusammen und starb kurze Zeit später in der in Ost-Berlin befindlichen Charité. Dort wurde auch die Obduktion durchgeführt, die als Todesursache einen Hirnschlag feststellte.

## Nach dem Tod
Bereits kurz nach dem Tod Kamieths begann eine Propagandaschlacht zwischen Ost- und West-Berlin über die Todesursache. Für die DDR war Kamieth ein Opfer neofaschistischer Polizeigewalt. Als Beweis galt der Bericht des medizinischen Sachverständigen Hans Anders, Direktor des Pathologischen Instituts der Charité, demzufolge es wahrscheinlich sei, dass der Hirnschlag eine unmittelbare Folge des Schlages von Zunker gewesen sei. Staatliche Stellen West-Berlins behaupteten zunächst, dass am 7. November gar keine Polizisten den Güterbahnhof besucht hätten. Später gaben sie die Gewaltanwendung zwar zu, verneinten aber einen direkten Zusammenhang zwischen dieser und dem Tod Kamieths.
Zur Beerdigung Kamieths auf dem St.-Matthäi-Friedhof erschienen 30.000 Menschen. Die West-Berliner Polizei hatte nur einen Trauerzug von zwanzig Personen genehmigt, der ohne politische Bekenntnisse zu erfolgen hätte. Ausführlich berichtete die DEFA-Wochenschau Der Augenzeuge von der Beisetzung. In der DDR-Propaganda wurde Kamieth als „ermordeter Friedenskämpfer“ bezeichnet. Bereits am Abend der Beerdigung exhumierte die West-Berliner Polizei Kamieth, um ihn einer weiteren Obduktion zu unterziehen. Kamieth war jedoch ohne Gehirn bestattet worden, da dies bei der ersten Obduktion in Ost-Berlin entfernt wurde. Deshalb erbrachte die erneute Sektion keine neuen Erkenntnisse.
Der Ost-Berliner Groscurth-Ausschuss bezeichnete Zunker als Mörder.
Vom Schwurgericht Moabit wurde Zunker zunächst am 17. November 1952 zu einer Haftstrafe von zwei Jahren und drei Monaten verurteilt. Dieses Urteil hob der Bundesgerichtshof später auf. Am 10. Mai 1954 wurde er jedoch erneut vom Landgericht „wegen sechs, teilweise gefährlichen Körperverletzungen im Amt“ zu einer Haftstrafe von 22 Monaten verurteilt.

## Ehrungen
In der DDR erfolgten verschiedene Ehrungen für Ernst Kamieth. So wurden einige Straßen und Plätze nach ihm benannt. Nach der Wiedervereinigung wurden diese teilweise wieder umbenannt. Heute existieren noch je eine Ernst-Kamieth-Straße in Angermünde, Halle (Saale), Lutherstadt Wittenberg und Muldenstein sowie der Ernst-Kamieth-Platz in Neuseddin. 1967 wurde das Kindererholungsheim in Lubmin nach Kamieth benannt. Im Ostseebad Baabe auf Rügen trug ein Reichsbahn-Erholungsheim seinen Namen. In Frankfurt (Oder) ist eine Sporthalle nach ihm benannt.
Auf dem Eisenbahngelände in der Cordesstraße in West-Berlin befand sich eine Gedenktafel für Ernst Kamieth. Auf dieser wurden auch die Eisenbahner Erich Steinfurth und Fritz Schönherr geehrt. Die Tafel wurde entfernt und wird jetzt von der Linkspartei aufbewahrt.

## Literarische Verarbeitung des Sachverhalts
Horst Ulrich Wendler nahm den Fall als Vorlage für das Schauspiel Der Fall Merzbach, das 1953 seine Uraufführung an den Städtischen Bühnen Erfurt hatte.